# Campeonato de Primera B 2012-13 (Argentina)
La temporada de la Primera B 2012-13 fue la LXXX edición del campeonato de Primera B y la XXVII como la tercera división. La temporada regular dio comienzo el 4 de agosto de 2012 y finalizó el 26 de mayo de 2013. La disputaron 21 equipos.
Los nuevos equipos participantes fueron Villa Dálmine, que volvió a la categoría tras dieciocho temporadas, como campeón de la Primera C 2011/12. Por su parte, Atlanta descendió de la Primera B Nacional, categoría que había alcanzado la temporada anterior y Chacarita Juniors, al perder la promoción con Nueva Chicago, también descendió a la Primera B. Central Córdoba ascendió al ganarle la promoción a Sportivo Italiano, que descendió a la Primera C. Resultó campeón Villa San Carlos en la última fecha ascendiendo a la Primera B Nacional por primera vez en su historia. Brown de Adrogué también ascendió a la categoría superior por primera vez al ganar el Reducido por el segundo ascenso. Asimismo, Central Córdoba y San Telmo no lograron mantener la categoría y descendieron a la Primera C.

## Ascensos y descensos
| Posición | Descendidos de la Primera B 2011-12 |
| -------- | ----------------------------------- |
| 20.º     | Sportivo Italiano                   |
| 21.º     | General Lamadrid                    |

| Posición  | Ascendidos de la Primera C 2011-12 |
| --------- | ---------------------------------- |
| 1.º       | Villa Dálmine                      |
| Promoción | Central Córdoba                    |

| Posición  | Ascendidos a la Primera B Nacional 2012-13 |
| --------- | ------------------------------------------ |
| 1.º       | Sarmiento de Junín                         |
| Promoción | Nueva Chicago                              |

| Posición | Descendidos de la Primera B Nacional 2011-12 |
| -------- | -------------------------------------------- |
| 17.º     | Chacarita Juniors                            |
| 20.º     | Atlanta                                      |

## Equipos participantes
| Equipo                 | Localidad           | Estadio                       | Capacidad |
| ---------------------- | ------------------- | ----------------------------- | --------- |
| Acassuso               | Boulogne            | La Quema                      | 800       |
| Almagro                | José Ingenieros     | Tres de febrero               | 19.000    |
| Atlanta                | Buenos Aires        | Don León Kolbovsky            | 14.000    |
| Barracas Central       | Buenos Aires        | Claudio Chiqui Tapia          | 4.400     |
| Brown                  | Adrogué             | Lorenzo Arandilla             | 3.000     |
| Central Córdoba        | Rosario             | Gabino Sosa                   | 18.000    |
| Chacarita Juniors      | Villa Maipú         | Chacarita Juniors             | 20.844    |
| Colegiales             | Munro               | Colegiales                    | 6.500     |
| Comunicaciones         | Buenos Aires        | Alfredo Ramos                 | 3.500     |
| Defensores de Belgrano | Buenos Aires        | Juan Pasquale                 | 8.750     |
| Deportivo Armenio      | Ingeniero Maschwitz | Armenia                       | 10.500    |
| Deportivo Morón        | Morón               | Francisco Urbano              | 20.000    |
| Estudiantes            | Caseros             | Ciudad de Caseros             | 16.740    |
| Flandria               | Jáuregui            | Carlos V                      | 5.000     |
| Los Andes              | Lomas de Zamora     | Eduardo Gallardón             | 36.942    |
| Platense               | Florida             | Ciudad de Vicente López       | 31.051    |
| San Telmo              | Dock Sud            | Dr. Osvaldo Baletto           | 6.500     |
| Temperley              | Turdera             | Alfredo Beranger              | 20.000    |
| Tristán Suárez         | Tristán Suárez      | 20 de Octubre                 | 15.000    |
| Villa Dálmine          | Campana             | El Coliseo de Mitre y Puccini | 11.250    |
| Villa San Carlos       | Berisso             | Genacio Sálice                | 4.000     |

### Distribución geográfica de los equipos
| Región                                   | Cant. | Equipos |
| ---------------------------------------- | ----- | --- |
| Conurbano bonaerense                     | 13    | Acassuso, Almagro, Brown de Adrogué, Chacarita Juniors, Colegiales, Estudiantes (BA), Deportivo Armenio, Deportivo Morón, Los Andes, Platense, Temperley, Tristán Suárez y Villa San Carlos |
| Ciudad de Buenos Aires                   | 5     | Atlanta, Barracas Central, Comunicaciones, Defensores de Belgrano y San Telmo |
| Interior de la provincia de Buenos Aires | 2     | Flandria y Villa Dálmine |
| Provincia de Santa Fe                    | 1     | Central Córdoba (R) |

### Cambios de entrenadores
| Equipo                 | Entrenador (jornadas)                                                                                          |
| ---------------------- | --- |
| Acassuso               | Oscar Blanco (1-18) Germán Corengia (19-42)                                                                    |
| Almagro                | Diego Trípodi (1-11) Javier Alonso (12-22) Carlos Mayor (23-42)                                                |
| Barracas Central       | Javier Alonso (1-11) Juan Carlos Korpiva (12-42)                                                               |
| Central Córdoba        | Marcelo Vaquero (1-27) Jorge Forgués (28) Ricardo Palma (29-42)                                                |
| Chacarita Juniors      | Salvador Pasini (1-37) Leonardo Itabel (36) Carlos Navarro Montoya (38-42)                                     |
| Colegiales             | Atilio Svampa (1-15) Leandro Cao (16) Facundo Besada (17-42)                                                   |
| Defensores de Belgrano | Guillermo Duró (1-14) Pedro Bocca (15-17) Juan Amador Sánchez (18-22) Oscar Blanco (23-37) Pedro Bocca (38-42) |
| Deportivo Morón        | Salvador Daniele (1-31) Mario Grana (32-42)                                                                    |
| Flandria               | Ariel Ercoli (1-10) Edgardo Martíni (11-42)                                                                    |
| Los Andes              | Alfredo Cascini (1-6) Damián Timpani (7) Juan Carlos Díaz (8-17) Felipe De la Riva (18-42)                     |
| Platense               | Marcelo Espina (1-26) Claudio Ginnani (27-32) Mariano Rukavina (33) Pedro Monzón (34-42)                       |
| San Telmo              | Ariel Paolorossi (1-26) Rubén Agüero (27-37) Marcelo Ríos (38-42)                                              |
| Temperley              | Rodolfo Della Pica (1-27) Aníbal Biggeri (28-42)                                                               |
| Tristán Suárez         | Felipe De la Riva (1-5) Oscar Martínez (6-15) Eduardo Pizzo (16-42)                                            |

## Formato

### Competición
Se disputó un torneo de 42 fechas por el sistema de todos contra todos, ida y vuelta, quedando un equipo libre por fecha.

### Ascensos
Fueron dos, el primero para el ganador de la fase regular del certamen, que además de coronarse como campeón, ascendió de manera directa a la Primera B Nacional, y el segundo para el ganador del Torneo Reducido, que se definió por eliminación directa y lo disputaron los cuatro equipos que se ubicaron detrás del campeón (2.º, 3.º, 4.º y 5.º de la tabla de posiciones final). Se enfrentaron en semifinales el 2.º con el 5.º y el 3.º con el 4.º, en partidos de ida y vuelta, actuando como local en el partido de vuelta el equipo mejor ubicado en la tabla de posiciones y en caso de empate se ejecutaron penales. La final se disputó de la misma manera. El ganador del minitorneo obtuvo el segundo ascenso a la B Nacional.

### Descensos
A diferencia de temporadas anteriores y dado que la Asociación del Fútbol Argentino decidió la supresión de la promoción en todas las categorías, los dos equipos que tuvieron el peor promedio de puntos en las tres últimas temporadas perdieron la categoría, descendiendo a la Primera C. Sus lugares fueron ocupados por el campeón y el ganador del Torneo Reducido de dicha categoría.
Fuente: Reglamento Primera División B 2012/13 Asociación del Fútbol Argentino

## Tabla de posiciones
| Pos  | Equipo                 | Pts | PJ | PG | PE | PP | GF | GC | Dif |
| ---- | ---------------------- | --- | -- | -- | -- | -- | -- | -- | --- |
| 1.º  | Villa San Carlos       | 72  | 40 | 19 | 15 | 6  | 41 | 26 | 15  |
| 2.º  | Platense               | 70  | 40 | 20 | 10 | 10 | 39 | 30 | 9   |
| 3.º  | Atlanta                | 65  | 40 | 17 | 14 | 9  | 48 | 39 | 9   |
| 4.º  | Almagro                | 64  | 40 | 16 | 16 | 8  | 49 | 36 | 13  |
| 5.º  | Brown                  | 63  | 40 | 16 | 15 | 9  | 56 | 37 | 19  |
| 6.º  | Estudiantes            | 63  | 40 | 17 | 12 | 11 | 46 | 31 | 15  |
| 7.º  | Chacarita Juniors      | 60  | 40 | 16 | 12 | 12 | 47 | 39 | 8   |
| 8.º  | Deportivo Armenio      | 58  | 40 | 14 | 16 | 10 | 52 | 41 | 11  |
| 9.º  | Barracas Central       | 56  | 40 | 15 | 11 | 14 | 45 | 44 | 1   |
| 10.º | Temperley              | 55  | 40 | 14 | 13 | 13 | 38 | 35 | 3   |
| 11.º | Comunicaciones         | 54  | 40 | 13 | 15 | 12 | 41 | 41 | 0   |
| 12.º | Tristán Suárez         | 50  | 40 | 11 | 17 | 12 | 40 | 44 | -4  |
| 13.º | Los Andes              | 48  | 40 | 12 | 12 | 16 | 31 | 39 | -8  |
| 14.º | Villa Dálmine          | 48  | 40 | 13 | 9  | 18 | 41 | 51 | -10 |
| 15.º | Flandria               | 48  | 40 | 12 | 12 | 16 | 40 | 54 | -14 |
| 16.º | Acassuso               | 48  | 40 | 12 | 12 | 16 | 32 | 51 | -19 |
| 17.º | Deportivo Morón        | 47  | 40 | 12 | 11 | 17 | 46 | 52 | -6  |
| 18.º | Colegiales             | 44  | 40 | 8  | 20 | 12 | 38 | 35 | 3   |
| 19.º | San Telmo              | 37  | 40 | 8  | 13 | 19 | 35 | 51 | -16 |
| 20.º | Defensores de Belgrano | 35  | 40 | 7  | 14 | 19 | 33 | 47 | -14 |
| 21.º | Central Córdoba        | 34  | 40 | 7  | 13 | 20 | 35 | 50 | -15 |

|  | Campeón. Ascendió a la Primera B Nacional.                                       |
|  | Participaron del torneo reducido por el segundo ascenso a la Primera B Nacional. |
|  | Ganador del Torneo Reducido. Ascendió a la Primera B Nacional.                   |

### Evolución de las posiciones

#### Primera rueda
| Equipo / Fecha         | 01   | 02   | 03   | 04   | 05   | 06   | 07   | 08   | 09   | 10   | 11   | 12   | 13   | 14   | 15   | 16   | 17   | 18   | 19   | 20   | 21   |
| ---------------------- | ---- | ---- | ---- | ---- | ---- | ---- | ---- | ---- | ---- | ---- | ---- | ---- | ---- | ---- | ---- | ---- | ---- | ---- | ---- | ---- | ---- |
| Atlanta                | 06.º | 11.º | 15.º | 18.º | 17.º | 15.º | 09.º | 09.º | 05.º | 03.º | 01.º | 04.º | 04.º | 06.º | 04.º | 03.º | 03.º | 02.º | 01.º | 01.º | 01.º |
| Platense               | 17.º | 09.º | 04.º | 05.º | 06.º | 03.º | 03.º | 03.º | 02.º | 05.º | 02.º | 01.º | 01.º | 01.º | 01.º | 01.º | 01.º | 01.º | 02.º | 02.º | 02.º |
| Estudiantes            | 18.º | 15.º | 19.º | 14.º | 13.º | 14.º | 17.º | 16.º | 19.º | 20.º | 17.º | 16.º | 13.º | 15.º | 12.º | 10.º | 05.º | 03.º | 03.º | 03.º | 03.º |
| Deportivo Morón        | 12.º | 04.º | 01.º | 04.º | 03.º | 04.º | 02.º | 04.º | 04.º | 02.º | 03.º | 06.º | 06.º | 07.º | 05.º | 04.º | 04.º | 04.º | 04.º | 04.º | 04.º |
| Chacarita Juniors      | 20.º | 19.º | 18.º | 20.º | 12.º | 09.º | 10.º | 13.º | 14.º | 11.º | 09.º | 08.º | 09.º | 10.º | 10.º | 11.º | 11.º | 09.º | 10.º | 06.º | 05.º |
| Villa San Carlos       | 06.º | 06.º | 08.º | 02.º | 05.º | 07.º | 06.º | 05.º | 06.º | 06.º | 06.º | 07.º | 07.º | 09.º | 07.º | 04.º | 08.º | 06.º | 06.º | 07.º | 06.º |
| Temperley              | 01.º | 01.º | 05.º | 09.º | 08.º | 10.º | 11.º | 10.º | 12.º | 10.º | 07.º | 03.º | 03.º | 02.º | 02.º | 02.º | 02.º | 05.º | 05.º | 05.º | 07.º |
| Comunicaciones         | 05.º | 08.º | 03.º | 03.º | 02.º | 02.º | 04.º | 02.º | 03.º | 07.º | 08.º | 09.º | 11.º | 08.º | 06.º | 09.º | 07.º | 08.º | 07.º | 08.º | 08.º |
| Brown                  | 06.º | 17.º | 16.º | 11.º | 10.º | 05.º | 08.º | 07.º | 09.º | 09.º | 11.º | 11.º | 08.º | 03.º | 09.º | 08.º | 10.º | 13.º | 11.º | 10.º | 09.º |
| Villa Dálmine          | 04.º | 07.º | 02.º | 01.º | 01.º | 01.º | 01.º | 01.º | 01.º | 01.º | 05.º | 02.º | 02.º | 05.º | 03.º | 05.º | 09.º | 11.º | 12.º | 09.º | 10.º |
| Flandria               | 21.º | 21.º | 21.º | 21.º | 18.º | 19.º | 20.º | 20.º | 18.º | 19.º | 15.º | 13.º | 17.º | 11.º | 14.º | 12.º | 13.º | 12.º | 13.º | 16.º | 11.º |
| Defensores de Belgrano | 06.º | 16.º | 17.º | 16.º | 20.º | 16.º | 12.º | 14.º | 08.º | 08.º | 10.º | 10.º | 10.º | 12.º | 11.º | 13.º | 12.º | 10.º | 08.º | 11.º | 12.º |
| San Telmo              | 03.º | 10.º | 12.º | 13.º | 15.º | 17.º | 13.º | 06.º | 07.º | 06.º | 04.º | 05.º | 05.º | 04.º | 08.º | 07.º | 06.º | 07.º | 09.º | 12.º | 13.º |
| Almagro                | 12.º | 05.º | 07.º | 07.º | 07.º | 08.º | 07.º | 11.º | 13.º | 15.º | 16.º | 14.º | 18.º | 13.º | 13.º | 17.º | 17.º | 18.º | 15.º | 13.º | 14.º |
| Deportivo Armenio      | 10.º | 14.º | 14.º | 17.º | 16.º | 12.º | 15.º | 18.º | 16.º | 12.º | 12.º | 12.º | 15.º | 16.º | 17.º | 14.º | 14.º | 16.º | 14.º | 14.º | 15.º |
| Central Córdoba        | 02.º | 02.º | 06.º | 06.º | 04.º | 06.º | 05.º | 08.º | 10.º | 13.º | 13.º | 17.º | 14.º | 17.º | 16.º | 18.º | 15.º | 14.º | 16.º | 17.º | 16.º |
| Barracas Central       | 12.º | 13.º | 09.º | 08.º | 11.º | 11.º | 14.º | 15.º | 11.º | 14.º | 14.º | 19.º | 20.º | 20.º | 20.º | 19.º | 16.º | 15.º | 17.º | 15.º | 17.º |
| Acassuso               | 16.º | 20.º | 13.º | 15.º | 19.º | 21.º | 21.º | 21.º | 20.º | 18.º | 20.º | 20.º | 20.º | 14.º | 15.º | 16.º | 19.º | 19.º | 19.º | 21.º | 18.º |
| Los Andes              | 12.º | 03.º | 10.º | 09.º | 08.º | 13.º | 16.º | 12.º | 17.º | 17.º | 19.º | 15.º | 12.º | 18.º | 18.º | 15.º | 18.º | 17.º | 18.º | 18.º | 19.º |
| Tristán Suárez         | 19.º | 18.º | 20.º | 19.º | 21.º | 20.º | 18.º | 17.º | 15.º | 16.º | 18.º | 18.º | 16.º | 19.º | 19.º | 19.º | 20.º | 20.º | 21.º | 20.º | 20.º |
| Colegiales             | 10.º | 12.º | 11.º | 12.º | 14.º | 18.º | 19.º | 19.º | 21.º | 21.º | 21.º | 21.º | 21.º | 21.º | 21.º | 21.º | 21.º | 21.º | 20.º | 19.º | 21.º |

#### Segunda rueda
| Equipo / Fecha         | 22   | 23   | 24   | 25   | 26   | 27   | 28   | 29   | 30   | 31   | 32   | 33   | 34   | 35   | 36   | 37   | 38   | 39   | 40   | 41   | 42   |
| ---------------------- | ---- | ---- | ---- | ---- | ---- | ---- | ---- | ---- | ---- | ---- | ---- | ---- | ---- | ---- | ---- | ---- | ---- | ---- | ---- | ---- | ---- |
| Villa San Carlos       | 05.º | 06.º | 05.º | 04.º | 02.º | 05.º | 06.º | 03.º | 03.º | 04.º | 05.º | 03.º | 02.º | 02.º | 02.º | 02.º | 02.º | 01.º | 01.º | 01.º | 01.º |
| Platense               | 03.º | 02.º | 02.º | 02.º | 04.º | 03.º | 03.º | 04.º | 05.º | 05.º | 06.º | 04.º | 05.º | 04.º | 06.º | 06.º | 04.º | 03.º | 02.º | 02.º | 02.º |
| Atlanta                | 01.º | 01.º | 01.º | 01.º | 01.º | 01.º | 01.º | 01.º | 01.º | 01.º | 01.º | 01.º | 01.º | 01.º | 01.º | 01.º | 01.º | 02.º | 03.º | 03.º | 03.º |
| Almagro                | 16.º | 14.º | 11.º | 12.º | 13.º | 12.º | 12.º | 12.º | 12.º | 12.º | 11.º | 12.º | 13.º | 08.º | 08.º | 08.º | 08.º | 06.º | 06.º | 05.º | 04.º |
| Brown                  | 10.º | 10.º | 09.º | 09.º | 07.º | 07.º | 05.º | 06.º | 04.º | 02.º | 03.º | 05.º | 03.º | 03.º | 03.º | 04.º | 05.º | 04.º | 05.º | 06.º | 05.º |
| Estudiantes            | 02.º | 03.º | 03.º | 05.º | 05.º | 04.º | 04.º | 05.º | 06.º | 06.º | 04.º | 06.º | 06.º | 06.º | 05.º | 03.º | 03.º | 05.º | 04.º | 04.º | 06.º |
| Chacarita Juniors      | 04.º | 05.º | 04.º | 03.º | 03.º | 02.º | 02.º | 02.º | 02.º | 03.º | 02.º | 02.º | 04.º | 05.º | 04.º | 05.º | 06.º | 07.º | 07.º | 07.º | 07.º |
| Deportivo Armenio      | 13.º | 16.º | 16.º | 18.º | 16.º | 17.º | 15.º | 17.º | 13.º | 13.º | 12.º | 13.º | 11.º | 14.º | 11.º | 09.º | 10.º | 09.º | 10.º | 09.º | 08.º |
| Barracas Central       | 11.º | 11.º | 14.º | 14.º | 12.º | 11.º | 11.º | 11.º | 11.º | 10.º | 10.º | 11.º | 10.º | 10.º | 12.º | 11.º | 09.º | 10.º | 09.º | 08.º | 09.º |
| Temperley              | 06.º | 07.º | 08.º | 08.º | 10.º | 10.º | 10.º | 10.º | 09.º | 09.º | 07.º | 08.º | 07.º | 07.º | 07.º | 07.º | 07.º | 08.º | 08.º | 10.º | 10.º |
| Comunicaciones         | 09.º | 08.º | 07.º | 06.º | 09.º | 08.º | 09.º | 07.º | 07.º | 08.º | 09.º | 09.º | 09.º | 11.º | 09.º | 10.º | 11.º | 11.º | 11.º | 11.º | 11.º |
| Tristán Suárez         | 18.º | 13.º | 13.º | 11.º | 11.º | 13.º | 13.º | 13.º | 14.º | 14.º | 15.º | 17.º | 17.º | 15.º | 15.º | 14.º | 14.º | 15.º | 14.º | 15.º | 12.º |
| Los Andes              | 19.º | 20.º | 20.º | 20.º | 20.º | 19.º | 16.º | 14.º | 15.º | 16.º | 14.º | 15.º | 16.º | 17.º | 17.º | 17.º | 17.º | 16.º | 16.º | 12.º | 13.º |
| Villa Dálmine          | 08.º | 09.º | 10.º | 10.º | 08.º | 09.º | 07.º | 08.º | 08.º | 07.º | 08.º | 07.º | 08.º | 09.º | 10.º | 13.º | 13.º | 14.º | 15.º | 16.º | 14.º |
| Flandria               | 12.º | 12.º | 15.º | 17.º | 15.º | 15.º | 14.º | 16.º | 16.º | 17.º | 17.º | 16.º | 14.º | 13.º | 13.º | 12.º | 12.º | 12.º | 13.º | 13.º | 15.º |
| Acassuso               | 20.º | 15.º | 17.º | 15.º | 19.º | 16.º | 18.º | 15.º | 17.º | 15.º | 16.º | 14.º | 15.º | 16.º | 16.º | 16.º | 15.º | 17.º | 17.º | 17.º | 16.º |
| Deportivo Morón        | 07.º | 04.º | 06.º | 07.º | 06.º | 06.º | 08.º | 09.º | 10.º | 11.º | 13.º | 10.º | 12.º | 12.º | 14.º | 15.º | 16.º | 13.º | 12.º | 14.º | 17.º |
| Colegiales             | 21.º | 21.º | 21.º | 21.º | 18.º | 20.º | 20.º | 20.º | 21.º | 18.º | 19.º | 19.º | 19.º | 18.º | 18.º | 18.º | 18.º | 18.º | 18.º | 18.º | 18.º |
| San Telmo              | 15.º | 19.º | 12.º | 13.º | 14.º | 14.º | 17.º | 18.º | 19.º | 20.º | 18.º | 18.º | 18.º | 19.º | 19.º | 19.º | 19.º | 19.º | 19.º | 19.º | 19.º |
| Defensores de Belgrano | 14.º | 18.º | 19.º | 19.º | 21.º | 21.º | 21.º | 21.º | 18.º | 19.º | 20.º | 20.º | 21.º | 21.º | 21.º | 21.º | 21.º | 20.º | 20.º | 20.º | 20.º |
| Central Córdoba        | 17.º | 17.º | 18.º | 16.º | 17.º | 18.º | 19.º | 19.º | 20.º | 21.º | 21.º | 21.º | 20.º | 20.º | 20.º | 20.º | 20.º | 21.º | 21.º | 21.º | 21.º |

## Tabla de promedios
| Pos  | Equipo                 | 10/11 | 11/12 | 12/13 | Total | PJ  | Promedio |
| ---- | ---------------------- | ----- | ----- | ----- | ----- | --- | -------- |
| 1.º  | Atlanta                | 86    | -     | 65    | 151   | 82  | 1,841    |
| 2.º  | Estudiantes            | 73    | 72    | 63    | 208   | 122 | 1,704    |
| 3.º  | Brown                  | 70    | 69    | 63    | 202   | 122 | 1,655    |
| 4.º  | Villa San Carlos       | 60    | 54    | 72    | 186   | 122 | 1,524    |
| 5.º  | Platense               | 53    | 61    | 70    | 184   | 122 | 1,508    |
| 6.º  | Chacarita Juniors      | -     | -     | 60    | 60    | 40  | 1,500    |
| 7.º  | Almagro                | 58    | 54    | 64    | 176   | 122 | 1,442    |
| 8.º  | Comunicaciones         | 60    | 60    | 54    | 174   | 122 | 1,426    |
| 9.º  | Deportivo Armenio      | 65    | 50    | 58    | 173   | 122 | 1,418    |
| 10.º | Colegiales             | 53    | 73    | 44    | 170   | 122 | 1,393    |
| 11.º | Barracas Central       | 64    | 40    | 56    | 160   | 122 | 1,311    |
| 12.º | Acassuso               | 56    | 55    | 48    | 159   | 122 | 1,303    |
| 13.º | Flandria               | 54    | 50    | 48    | 152   | 122 | 1,245    |
| 14.º | Defensores de Belgrano | 71    | 41    | 35    | 147   | 122 | 1,204    |
| 15.º | Villa Dálmine          | -     | -     | 48    | 48    | 40  | 1,200    |
| 16.º | Temperley              | 44    | 46    | 55    | 145   | 122 | 1,188    |
| 17.º | Los Andes              | 34    | 61    | 48    | 143   | 122 | 1,172    |
| 17.º | Deportivo Morón        | 61    | 35    | 47    | 143   | 122 | 1,172    |
| 19.º | Tristán Suárez         | 46    | 45    | 50    | 141   | 122 | 1,155    |
| 20.º | San Telmo              | 42    | 47    | 37    | 126   | 122 | 1,032    |
| 21.º | Central Córdoba        | -     | -     | 34    | 34    | 40  | 0,850    |

|  | Descendieron a la Primera C. |

## Resultados

### Primera rueda
| Almagro          | 0 - 0 | Barracas Central       | Tres de Febrero         | 4 de agosto | 13:00 |
| Atlanta          | 2 - 2 | Defensores de Belgrano | León Kolbovsky          | 4 de agosto | 15:30 |
| Comunicaciones   | 1 - 0 | Estudiantes            | Alfredo Ramos           | 4 de agosto | 15:35 |
| Dep. Armenio     | 1 - 1 | Colegiales             | Armenia                 | 5 de agosto | 15:30 |
| Tristán Suárez   | 0 - 2 | San Telmo              | 20 de Octubre           | 5 de agosto | 15:30 |
| Platense         | 2 - 3 | Villa Dálmine          | Ciudad de Vicente López | 5 de agosto | 15:30 |
| Central Córdoba  | 3 - 0 | Chacarita Juniors      | Gabino Sosa             | 5 de agosto | 15:30 |
| Villa San Carlos | 2 - 2 | Brown (A)              | Genacio Sálice          | 5 de agosto | 15:35 |
| Temperley        | 4 - 0 | Flandria               | Alfredo Beranger        | 5 de agosto | 15:35 |
| Dep. Morón       | 0 - 0 | Los Andes              | Francisco Urbano        | 5 de agosto | 15:40 |
| Libre: Acassuso  |       |                        |                         |             |       |

| Brown (A)              | 0 - 2 | Almagro          | Lorenzo Arandilla      | 10 de agosto | 15:30 |
| San Telmo              | 1 - 3 | Dep. Morón       | Dr. Osvaldo Baletto    | 10 de agosto | 15:30 |
| Estudiantes            | 0 - 0 | Tristán Suárez   | Ciudad de Caseros      | 10 de agosto | 21:00 |
| Flandria               | 1 - 2 | Villa San Carlos | Carlos V               | 11 de agosto | 13:15 |
| Barracas Central       | 1 - 1 | Central Córdoba  | Claudio "Chiqui" Tapia | 11 de agosto | 15:30 |
| Colegiales             | 1 - 1 | Temperley        | Colegiales             | 12 de agosto | 11:00 |
| Los Andes              | 3 - 0 | Acassuso         | Eduardo Gallardón      | 12 de agosto | 15:30 |
| Villa Dálmine          | 0 - 0 | Comunicaciones   | Villa Dálmine          | 12 de agosto | 15:30 |
| Chacarita Juniors      | 0 - 0 | Atlanta          | Chacarita Juniors      | 14 de agosto | 15:35 |
| Defensores de Belgrano | 0 - 1 | Platense         | Juan Pasquale          | 14 de agosto | 21:05 |
| Libre: Dep. Armenio    |       |                  |                        |              |       |

| Platense         | 1 - 0 | Chacarita Juniors      | Ciudad de Vicente López | 18 de agosto | 19:00 |
| Dep. Morón       | 3 - 0 | Estudiantes            | Francisco Urbano        | 19 de agosto | 15:45 |
| Atlanta          | 0 - 1 | Barracas Central       | Don León Kolbovsky      | 20 de agosto | 14:05 |
| Almagro          | 0 - 0 | Flandria               | Tres de Febrero         | 20 de agosto | 15:30 |
| Villa San Carlos | 0 - 0 | Colegiales             | Genacio Sálice          | 20 de agosto | 15:30 |
| Comunicaciones   | 2 - 1 | Defensores de Belgrano | Alfredo Ramos           | 20 de agosto | 15:35 |
| Acassuso         | 1 - 0 | San Telmo              | Ciudad de Caseros       | 21 de agosto | 15:30 |
| Tristán Suárez   | 1 - 3 | Villa Dálmine          | 20 de Octubre           | 21 de agosto | 15:30 |
| Central Córdoba  | 1 - 1 | Brown (A)              | Gabino Sosa             | 21 de agosto | 19:00 |
| Temperley        | 0 - 0 | Dep. Armenio           | Alfredo Beranger        | 21 de agosto | 21:05 |
| Libre: Los Andes |       |                        |                         |              |       |

| San Telmo              | 1 - 1 | Los Andes        | Dr. Osvaldo Baletto    | 25 de agosto | 11:00 |
| Brown (A)              | 3 - 0 | Atlanta          | Lorenzo Arandilla      | 25 de agosto | 11:10 |
| Villa Dálmine          | 3 - 1 | Dep. Morón       | Villa Dálmine          | 25 de agosto | 13:00 |
| Colegiales             | 2 - 2 | Almagro          | Colegiales             | 25 de agosto | 15:30 |
| Flandria               | 2 - 2 | Central Córdoba  | Carlos V               | 25 de agosto | 15:35 |
| Barracas Central       | 0 - 0 | Platense         | Claudio "Chiqui" Tapia | 25 de agosto | 15:40 |
| Defensores de Belgrano | 1 - 1 | Tristán Suárez   | Juan Pasquale          | 25 de agosto | 20:10 |
| Dep. Armenio           | 0 - 1 | Villa San Carlos | Armenia                | 26 de agosto | 15:30 |
| Chacarita Juniors      | 1 - 1 | Comunicaciones   | Chacarita Juniors      | 28 de agosto | 14:00 |
| Estudiantes            | 3 - 1 | Acassuso         | Ciudad de Caseros      | 28 de agosto | 21:05 |
| Libre: Temperley       |       |                  |                        |              |       |

| Platense         | 1 - 1 | Brown (A)              | Ciudad de Vicente López | 31 de agosto    | 21:10 |
| Tristán Suárez   | 1 - 3 | Chacarita              | 20 de Octubre           | 1 de septiembre | 13:00 |
| Comunicaciones   | 1 - 0 | Barracas Central       | Alfredo Ramos           | 1 de septiembre | 15:30 |
| Atlanta          | 2 - 2 | Flandria               | Don León Kolvobsky      | 1 de septiembre | 15:30 |
| Villa San Carlos | 1 - 1 | Temperley              | Genacio Sálice          | 1 de septiembre | 15:45 |
| Los Andes        | 0 - 0 | Estudiantes            | Eduardo Gallardón       | 2 de septiembre | 15:00 |
| Dep. Morón       | 3 - 2 | Defensores de Belgrano | Francisco Urbano        | 2 de septiembre | 15:15 |
| Central Córdoba  | 1 - 0 | Colegiales             | Gabino Sosa             | 2 de septiembre | 15:35 |
| Almagro          | 3 - 3 | Dep. Armenio           | Tres de Febrero         | 2 de septiembre | 19:00 |
| Acassuso         | 1 - 3 | Villa Dálmine          | Ciudad de Caseros       | 4 de septiembre | 21:00 |
| Libre: San Telmo |       |                        |                         |                 |       |

| Colegiales              | 1 - 2 | Atlanta         | Colegiales             | 7 de septiembre | 15:30 |
| Dep. Armenio            | 2 - 0 | Central Córdoba | Armenia                | 7 de septiembre | 15:45 |
| Chacarita Juniors       | 1 - 0 | Dep. Morón      | Chacarita Juniors      | 8 de septiembre | 11:00 |
| Temperley               | 1 - 1 | Almagro         | Alfredo Beranger       | 8 de septiembre | 15:30 |
| Barracas Central        | 1 - 1 | Tristán Suárez  | Claudio "Chiqui" Tapia | 8 de septiembre | 15:30 |
| Defensores de Belgrano  | 2 - 0 | Acassuso        | Juan Pasquale          | 8 de septiembre | 15:30 |
| Villa Dálmine           | 2 - 0 | Los Andes       | Villa Dálmine          | 8 de septiembre | 15:30 |
| Brown (A)               | 3 - 2 | Comunicaciones  | Lorenzo Arandilla      | 8 de septiembre | 15:35 |
| Flandria                | 0 - 1 | Platense        | Carlos V               | 8 de septiembre | 15:45 |
| Estudiantes             | 2 - 2 | San Telmo       | Ciudad de Caseros      | 8 de septiembre | 20:05 |
| Libre: Villa San Carlos |       |                 |                        |                 |       |

| Los Andes          | 1 - 3 | Defensores de Belgrano | Eduardo Gallardón       | 11 de septiembre | 15:05 |
| San Telmo          | 2 - 0 | Villa Dálmine          | Dr. Osvaldo Baletto     | 11 de septiembre | 15:30 |
| Tristán Suárez     | 1 - 0 | Brown (A)              | 20 de Octubre           | 11 de septiembre | 15:30 |
| Almagro            | 0 - 0 | Villa San Carlos       | Tres de Febrero         | 11 de septiembre | 15:30 |
| Comunicaciones     | 2 - 2 | Flandria               | Alfredo Ramos           | 11 de septiembre | 16:00 |
| Atlanta            | 3 - 1 | Dep. Armenio           | Don León Kolbovsky      | 11 de septiembre | 16:00 |
| Acassuso           | 0 - 0 | Chacarita Juniors      | Ciudad de Caseros       | 12 de septiembre | 15:30 |
| Platense           | 0 - 0 | Colegiales             | Ciudad de Vicente López | 12 de septiembre | 20:00 |
| Central Córdoba    | 0 - 0 | Temperley              | Gabino Sosa             | 12 de septiembre | 20:05 |
| Dep. Morón         | 2 - 0 | Barracas Central       | Francisco Urbano        | 17 de octubre    | 21:00 |
| Libre: Estudiantes |       |                        |                         |                  |       |

| Dep. Armenio           | 1 - 2 | Platense        | Armenia                | 15 de septiembre | 15:30 |
| Flandria               | 0 - 0 | Tristán Suárez  | Carlos V               | 15 de septiembre | 15:30 |
| Villa San Carlos       | 1 - 0 | Central Córdoba | Genacio Sálice         | 15 de septiembre | 15:45 |
| Defensores de Belgrano | 1 - 2 | San Telmo       | Juan Pasquale          | 15 de septiembre | 16:10 |
| Chacarita Juniors      | 0 - 2 | Los Andes       | Chacarita Juniors      | 16 de septiembre | 11:00 |
| Colegiales             | 1 - 3 | Comunicaciones  | Colegiales             | 16 de septiembre | 15:30 |
| Barracas Central       | 2 - 2 | Acassuso        | Claudio "Chiqui" Tapia | 16 de septiembre | 15:30 |
| Villa Dálmine          | 0 - 0 | Estudiantes     | Villa Dálmine          | 17 de septiembre | 15:10 |
| Brown (A)              | 2 - 2 | Dep. Morón      | Lorenzo Arandilla      | 18 de septiembre | 15:30 |
| Temperley              | 1 - 1 | Atlanta         | Alfredo Beranger       | 18 de septiembre | 21:10 |
| Libre: Almagro         |       |                 |                        |                  |       |

| Estudiantes          | 1 - 3 | Defensores de Belgrano | Ciudad de Caseros       | 21 de septiembre | 21:00 |
| San Telmo            | 0 - 0 | Chacarita Juniors      | Dr. Osvaldo Baletto     | 22 de septiembre | 13:05 |
| Atlanta              | 3 - 0 | Villa San Carlos       | Don León Kolbovsky      | 22 de septiembre | 15:05 |
| Comunicaciones       | 2 - 3 | Dep. Armenio           | Alfredo Ramos           | 22 de septiembre | 15:30 |
| Platense             | 0 - 0 | Temperley              | Ciudad de Vicente López | 22 de septiembre | 20:00 |
| Acassuso             | 0 - 0 | Brown (A)              | Ciudad de Caseros       | 23 de septiembre | 15:30 |
| Tristán Suárez       | 1 - 0 | Colegiales             | 20 de Octubre           | 24 de septiembre | 15:05 |
| Central Córdoba      | 2 - 2 | Almagro                | Gabino Sosa             | 24 de septiembre | 15:30 |
| Los Andes            | 0 - 2 | Barracas Central       | Eduardo Gallardón       | 24 de septiembre | 15:30 |
| Dep. Morón           | 2 - 3 | Flandria               | Francisco Urbano        | 24 de septiembre | 21:00 |
| Libre: Villa Dálmine |       |                        |                         |                  |       |

| Temperley              | 1 - 0 | Comunicaciones | Alfredo Beranger       | 28 de septiembre | 21:00 |
| Chacarita Juniors      | 1 - 0 | Estudiantes    | Chacarita Juniors      | 29 de septiembre | 13:05 |
| Dep. Armenio           | 2 - 1 | Tristán Suárez | Armenia                | 29 de septiembre | 15:30 |
| Barracas Central       | 0 - 1 | San Telmo      | Claudio "Chiqui" Tapia | 29 de septiembre | 15:30 |
| Defensores de Belgrano | 3 - 1 | Villa Dálmine  | Juan Pasquale          | 29 de septiembre | 17:05 |
| Villa San Carlos       | 2 - 0 | Platense       | Genacio Sálice         | 1 de octubre     | 15:30 |
| Brown (A)              | 1 - 0 | Los Andes      | Lorenzo Arandilla      | 1 de octubre     | 15:30 |
| Colegiales             | 1 - 2 | Dep. Morón     | Colegiales             | 1 de octubre     | 15:30 |
| Flandria               | 0 - 2 | Acassuso       | Carlos V               | 1 de octubre     | 15:30 |
| Almagro                | 1 - 2 | Atlanta        | Tres de Febrero        | 2 de octubre     | 21:00 |
| Libre: Central Córdoba |       |                |                        |                  |       |

| Atlanta                       | 2 - 0 | Central Córdoba   | Don León Kolbovsky      | 6 de octubre | 13:15 |
| Villa Dálmine                 | 0 - 3 | Chacarita Juniors | Villa Dálmine           | 6 de octubre | 15:10 |
| Estudiantes                   | 4 - 0 | Barracas Central  | Ciudad de Caseros       | 6 de octubre | 15:30 |
| Comunicaciones                | 0 - 0 | Villa San Carlos  | Alfredo Ramos           | 6 de octubre | 15:30 |
| Los Andes                     | 0 - 2 | Flandria          | Eduardo Gallardón       | 6 de octubre | 15:30 |
| Tristán Suárez                | 0 - 1 | Temperley         | 20 de Octubre           | 6 de octubre | 15:30 |
| Platense                      | 1 - 0 | Almagro           | Ciudad de Vicente López | 6 de octubre | 20:05 |
| Acassuso                      | 0 - 5 | Colegiales        | Ciudad de Caseros       | 7 de octubre | 15:30 |
| Dep. Morón                    | 2 - 2 | Dep. Armenio      | Francisco Urbano        | 8 de octubre | 20:30 |
| San Telmo                     | 1 - 0 | Brown (A)         | Dr. Osvaldo Baletto     | 9 de octubre | 15:30 |
| Libre: Defensores de Belgrano |       |                   |                         |              |       |

| Villa San Carlos  | 1 - 1 | Tristán Suárez         | Genacio Sálice         | 13 de octubre | 15:10 |
| Barracas Central  | 0 - 3 | Villa Dálmine          | Claudio "Chiqui" Tapia | 13 de octubre | 15:30 |
| Flandria          | 1 - 0 | San Telmo              | Carlos V               | 13 de octubre | 15:45 |
| Colegiales        | 0 - 2 | Los Andes              | Colegiales             | 14 de octubre | 11:00 |
| Chacarita Juniors | 0 - 0 | Defensores de Belgrano | Chacarita Juniors      | 14 de octubre | 14:05 |
| Temperley         | 3 - 0 | Dep. Morón             | Alfredo Beranger       | 14 de octubre | 15:30 |
| Almagro           | 2 - 0 | Comunicaciones         | Tres de Febrero        | 14 de octubre | 15:30 |
| Dep. Armenio      | 2 - 2 | Acassuso               | Armenia                | 14 de octubre | 15:30 |
| Brown (A)         | 1 - 1 | Estudiantes            | Lorenzo Arandilla      | 14 de octubre | 15:30 |
| Central Córdoba   | 1 - 2 | Platense               | Gabino Sosa            | 14 de octubre | 18:40 |
| Libre: Atlanta    |       |                        |                        |               |       |

| Estudiantes              | 3 - 0 | Flandria         | Ciudad de Caseros       | 19 de octubre | 15:30 |
| San Telmo                | 2 - 2 | Colegiales       | Dr. Osvaldo Baletto     | 19 de octubre | 15:30 |
| Tristán Suárez           | 3 - 0 | Almagro          | 20 de Octubre           | 19 de octubre | 15:30 |
| Los Andes                | 2 - 1 | Dep. Armenio     | Eduardo Gallardón       | 19 de octubre | 15:30 |
| Villa Dálmine            | 2 - 3 | Brown (A)        | Villa Dálmine           | 19 de octubre | 21:10 |
| Platense                 | 2 - 0 | Atlanta          | Ciudad de Vicente López | 19 de octubre | 21:10 |
| Acassuso                 | 1 - 0 | Temperley        | Ciudad de Caseros       | 20 de octubre | 13:05 |
| Comunicaciones           | 0 - 1 | Central Córdoba  | Alfredo Ramos           | 20 de octubre | 15:35 |
| Defensores de Belgrano   | 0 - 0 | Barracas Central | Juan Pasquale           | 20 de octubre | 19:30 |
| Dep. Morón               | 0 - 0 | Villa San Carlos | Francisco Urbano        | 21 de octubre | 20:15 |
| Libre: Chacarita Juniors |       |                  |                         |               |       |

| Colegiales       | 0 - 0 | Estudiantes            | Colegiales             | 23 de octubre | 15:30 |
| Atlanta          | 1 - 2 | Comunicaciones         | Don León Kolbovsky     | 23 de octubre | 15:30 |
| Dep. Armenio     | 1 - 1 | San Telmo              | Armenia                | 23 de octubre | 15:30 |
| Flandria         | 2 - 0 | Villa Dálmine          | Carlos V               | 23 de octubre | 15:30 |
| Barracas Central | 2 - 0 | Chacarita Juniors      | Claudio "Chiqui" Tapia | 23 de octubre | 15:30 |
| Brown (A)        | 3 - 0 | Defensores de Belgrano | Lorenzo Arandilla      | 23 de octubre | 15:30 |
| Central Córdoba  | 1 - 1 | Tristán Suárez         | Gabino Sosa            | 23 de octubre | 20:00 |
| Temperley        | 2 - 1 | Los Andes              | Alfredo Beranger       | 23 de octubre | 21:05 |
| Almagro          | 1 - 0 | Dep. Morón             | Tres de Febrero        | 24 de octubre | 15:30 |
| Villa San Carlos | 0 - 2 | Acassuso               | Genacio Sálice         | 13 de febrero | 17:00 |
| Libre: Platense  |       |                        |                        |               |       |

| Chacarita Juniors       | 3 - 1 | Brown (A)        | Chacarita Juniors   | 27 de octubre | 11:00 |
| Comunicaciones          | 1 - 0 | Platense         | Alfredo Ramos       | 27 de octubre | 13:05 |
| Villa Dálmine           | 1 - 0 | Colegiales       | Villa Dálmine       | 27 de octubre | 15:30 |
| Defensores de Belgrano  | 2 - 0 | Flandria         | Juan Pasquale       | 27 de octubre | 15:30 |
| Estudiantes             | 1 - 0 | Dep. Armenio     | Ciudad de Caseros   | 27 de octubre | 15:30 |
| San Telmo               | 1 - 1 | Temperley        | Dr. Osvaldo Baletto | 27 de octubre | 15:30 |
| Los Andes               | 0 - 1 | Villa San Carlos | Eduardo Gallardón   | 27 de octubre | 15:30 |
| Acassuso                | 1 - 1 | Almagro          | Ciudad de Caseros   | 28 de octubre | 11:00 |
| Tristán Suárez          | 1 - 3 | Atlanta          | 20 de Octubre       | 28 de octubre | 15:30 |
| Dep. Morón              | 2 - 1 | Central Córdoba  | Francisco Urbano    | 30 de octubre | 21:05 |
| Libre: Barracas Central |       |                  |                     |               |       |

| Platense              | 2 - 0 | Tristán Suárez         | Ciudad de Vicente López | 2 de noviembre | 21:00 |
| Atlanta               | 1 - 1 | Dep. Morón             | Don León Kolbovsky      | 3 de noviembre | 13:10 |
| Central Córdoba       | 1 - 1 | Acassuso               | Gabino Sosa             | 3 de noviembre | 14:30 |
| Brown (A)             | 0 - 0 | Barracas Central       | Lorenzo Arandilla       | 3 de noviembre | 15:30 |
| Colegiales            | 1 - 0 | Defensores de Belgrano | Colegiales              | 3 de noviembre | 15:30 |
| Villa San Carlos      | 0 - 0 | San Telmo              | Genacio Sálice          | 3 de noviembre | 15:30 |
| Dep. Armenio          | 2 - 0 | Villa Dálmine          | Armenia                 | 3 de noviembre | 16:00 |
| Almagro               | 0 - 1 | Los Andes              | Tres de Febrero         | 4 de noviembre | 11:00 |
| Temperley             | 0 - 1 | Estudiantes            | Alfredo Beranger        | 6 de noviembre | 21:05 |
| Flandria              | 4 - 2 | Chacarita Juniors      | Carlos V                | 13 de febrero  | 17:00 |
| Libre: Comunicaciones |       |                        |                         |                |       |

| Barracas Central       | 2 - 0 | Flandria         | Claudio "Chiqui" Tapia | 10 de noviembre | 15:30 |
| Estudiantes            | 1 - 0 | Villa San Carlos | Ciudad de Caseros      | 10 de noviembre | 15:30 |
| Tristán Suárez         | 0 - 0 | Comunicaciones   | 20 de Octubre          | 10 de noviembre | 15:30 |
| Los Andes              | 1 - 3 | Central Córdoba  | Eduardo Gallardón      | 10 de noviembre | 16:00 |
| Villa Dálmine          | 0 - 2 | Temperley        | Villa Dálmine          | 10 de noviembre | 19:00 |
| Acassuso               | 0 - 2 | Atlanta          | Ciudad de Caseros      | 11 de noviembre | 13:30 |
| Defensores de Belgrano | 0 - 0 | Dep. Armenio     | Juan Pasquale          | 11 de noviembre | 15:30 |
| Chacarita Juniors      | 0 - 0 | Colegiales       | Chacarita Juniors      | 11 de noviembre | 15:30 |
| Dep. Morón             | 3 - 0 | Platense         | Francisco Urbano       | 13 de noviembre | 21:55 |
| San Telmo              | 0 - 0 | Almagro          | Dr. Osvaldo Baletto    | 13 de febrero   | 17:00 |
| Libre: Brown (A)       |       |                  |                        |                 |       |

| Central Córdoba       | 1 - 1 | San Telmo              | Gabino Sosa             | 17 de noviembre | 17:00 |
| Flandria              | 1 - 0 | Brown (A)              | Carlos V                | 17 de noviembre | 17:00 |
| Comunicaciones        | 0 - 0 | Dep. Morón             | Alfredo Ramos           | 17 de noviembre | 17:00 |
| Atlanta               | 1 - 0 | Los Andes              | Don León Kolbovsky      | 17 de noviembre | 17:05 |
| Platense              | 2 - 1 | Acassuso               | Ciudad de Vicente López | 17 de noviembre | 20:05 |
| Dep. Armenio          | 0 - 2 | Chacarita Juniors      | Armenia                 | 18 de noviembre | 17:00 |
| Colegiales            | 0 - 0 | Barracas Central       | Colegiales              | 18 de noviembre | 17:00 |
| Villa San Carlos      | 2 - 0 | Villa Dálmine          | Genacio Sálice          | 18 de noviembre | 17:00 |
| Temperley             | 0 - 1 | Defensores de Belgrano | Alfredo Beranger        | 21 de noviembre | 19:00 |
| Almagro               | 0 - 4 | Estudiantes            | Tres de Febrero         | 22 de noviembre | 17:00 |
| Libre: Tristán Suárez |       |                        |                         |                 |       |

| Acassuso               | 0 - 0 | Comunicaciones   | Ciudad de Caseros      | 23 de noviembre | 17:40 |
| Barracas Central       | 0 - 2 | Dep. Armenio     | Claudio "Chiqui" Tapia | 24 de noviembre | 17:00 |
| Defensores de Belgrano | 1 - 1 | Villa San Carlos | Juan Pasquale          | 25 de noviembre | 17:00 |
| Estudiantes            | 2 - 0 | Central Córdoba  | Ciudad de Caseros      | 25 de noviembre | 17:00 |
| Los Andes              | 0 - 0 | Platense         | Eduardo Gallardón      | 25 de noviembre | 17:00 |
| Brown (A)              | 1 - 1 | Colegiales       | Lorenzo Arandilla      | 26 de noviembre | 17:00 |
| San Telmo              | 0 - 1 | Atlanta          | Dr. Osvaldo Baletto    | 26 de noviembre | 17:00 |
| Chacarita Juniors      | 0 - 2 | Temperley        | Chacarita Juniors      | 26 de noviembre | 20:00 |
| Villa Dálmine          | 0 - 1 | Almagro          | Villa Dálmine          | 26 de noviembre | 20:15 |
| Dep. Morón             | 2 - 0 | Tristán Suárez   | Francisco Urbano       | 26 de noviembre | 21:00 |
| Libre: Flandria        |       |                  |                        |                 |       |

| Comunicaciones    | 0 - 0 | Los Andes              | Alfredo Ramos           | 28 de noviembre | 17:00 |
| Tristán Suárez    | 1 - 0 | Acassuso               | 20 de Octubre           | 29 de noviembre | 17:00 |
| Dep. Armenio      | 0 - 0 | Brown (A)              | Armenia                 | 29 de noviembre | 17:00 |
| Colegiales        | 3 - 0 | Flandria               | Colegiales              | 29 de noviembre | 17:00 |
| Villa San Carlos  | 0 - 2 | Chacarita Juniors      | Genacio Sálice          | 29 de noviembre | 17:15 |
| Atlanta           | 1 - 0 | Estudiantes            | Don León Kolbovsky      | 29 de noviembre | 17:35 |
| Central Córdoba   | 1 - 2 | Villa Dálmine          | Gabino Sosa             | 29 de noviembre | 20:00 |
| Platense          | 3 - 0 | San Telmo              | Ciudad de Vicente López | 29 de noviembre | 21:00 |
| Temperley         | 0 - 1 | Barracas Central       | Alfredo Beranger        | 29 de noviembre | 21:00 |
| Almagro           | 1 - 0 | Defensores de Belgrano | Tres de Febrero         | 29 de noviembre | 21:10 |
| Libre: Dep. Morón |       |                        |                         |                 |       |

| Estudiantes            | 2 - 1 | Platense         | Ciudad de Caseros      | 2 de diciembre | 17:00 |
| Barracas Central       | 0 - 2 | Villa San Carlos | Claudio "Chiqui" Tapia | 2 de diciembre | 17:00 |
| Los Andes              | 1 - 1 | Tristán Suárez   | Eduardo Gallardón      | 2 de diciembre | 17:00 |
| Chacarita Juniors      | 2 - 0 | Almagro          | Chacarita Juniors      | 3 de diciembre | 17:00 |
| Defensores de Belgrano | 0 - 2 | Central Córdoba  | Juan Pasquale          | 3 de diciembre | 17:00 |
| Flandria               | 2 - 1 | Dep. Armenio     | Carlos V               | 3 de diciembre | 17:00 |
| San Telmo              | 0 - 2 | Comunicaciones   | Dr. Osvaldo Baletto    | 3 de diciembre | 17:00 |
| Acassuso               | 2 - 0 | Dep. Morón       | Ciudad de Caseros      | 3 de diciembre | 17:00 |
| Brown (A)              | 1 - 0 | Temperley        | Lorenzo Arandilla      | 4 de diciembre | 17:00 |
| Villa Dálmine          | 1 - 1 | Atlanta          | Villa Dálmine          | 4 de diciembre | 21:20 |
| Libre: Colegiales      |       |                  |                        |                |       |

### Segunda rueda
| Brown (A)              | 0 - 1 | Villa San Carlos | Lorenzo Arandilla      | 8 de diciembre  | 17:00 |
| Colegiales             | 1 - 1 | Dep. Armenio     | Colegiales             | 8 de diciembre  | 17:00 |
| Villa Dálmine          | 1 - 0 | Platense         | Villa Dálmine          | 8 de diciembre  | 20:00 |
| Defensores de Belgrano | 1 - 2 | Atlanta          | Juan Pasquale          | 8 de diciembre  | 20:35 |
| Los Andes              | 1 - 1 | Dep. Morón       | Eduardo Gallardón      | 9 de diciembre  | 17:00 |
| Chacarita Juniors      | 1 - 0 | Central Córdoba  | Chacarita Juniors      | 9 de diciembre  | 20:00 |
| Barracas Central       | 1 - 0 | Almagro          | Claudio "Chiqui" Tapia | 10 de diciembre | 17:00 |
| Flandria               | 2 - 3 | Temperley        | Carlos V               | 10 de diciembre | 17:15 |
| Estudiantes            | 3 - 2 | Comunicaciones   | Ciudad de Caseros      | 10 de diciembre | 21:00 |
| San Telmo              | 0 - 2 | Tristán Suárez   | Dr. Osvaldo Baletto    | 20 de febrero   | 17:00 |
| Libre: Acassuso        |       |                  |                        |                 |       |

| Central Córdoba     | 3 - 3 | Barracas Central       | Gabino Sosa             | 25 de enero | 20:00 |
| Tristán Suárez      | 2 - 0 | Estudiantes            | 20 de Octubre           | 26 de enero | 17:00 |
| Comunicaciones      | 3 - 2 | Villa Dálmine          | Alfredo Ramos           | 26 de enero | 17:00 |
| Temperley           | 1 - 1 | Colegiales             | Alfredo Beranger        | 26 de enero | 19:05 |
| Atlanta             | 0 - 0 | Chacarita Juniors      | Don León Kolbovsky      | 27 de enero | 17:05 |
| Almagro             | 1 - 1 | Brown (A)              | Tres de Febrero         | 27 de enero | 19:05 |
| Villa San Carlos    | 0 - 0 | Flandria               | Genacio Sálice          | 28 de enero | 17:00 |
| Dep. Morón          | 2 - 0 | San Telmo              | Francisco Urbano        | 28 de enero | 21:00 |
| Platense            | 1 - 0 | Defensores de Belgrano | Ciudad de Vicente López | 28 de enero | 21:00 |
| Acassuso            | 1 - 0 | Los Andes              | Ciudad de Caseros       | 29 de enero | 20:05 |
| Libre: Dep. Armenio |       |                        |                         |             |       |

| Defensores de Belgrano | 0 - 2 | Comunicaciones   | Juan Pasquale          | 2 de febrero | 17:00 |
| Barracas Central       | 2 - 3 | Atlanta          | Claudio "Chiqui" Tapia | 2 de febrero | 17:00 |
| San Telmo              | 4 - 0 | Acassuso         | Dr. Osvaldo Baletto    | 2 de febrero | 17:00 |
| Chacarita Juniors      | 3 - 1 | Platense         | Chacarita Juniors      | 3 de febrero | 17:35 |
| Brown (A)              | 2 - 1 | Central Córdoba  | Lorenzo Arandilla      | 4 de febrero | 17:00 |
| Colegiales             | 0 - 1 | Villa San Carlos | Colegiales             | 4 de febrero | 17:00 |
| Dep. Armenio           | 1 - 1 | Temperley        | Armenia                | 4 de febrero | 17:00 |
| Flandria               | 1 - 2 | Almagro          | Carlos V               | 4 de febrero | 17:00 |
| Villa Dálmine          | 0 - 0 | Tristán Suárez   | Villa Dálmine          | 4 de febrero | 20:00 |
| Estudiantes            | 1 - 1 | Dep. Morón       | Ciudad de Caseros      | 5 de febrero | 17:35 |
| Libre: Los Andes       |       |                  |                        |              |       |

| Los Andes        | 1 - 1 | San Telmo              | Eduardo Gallardón       | 8 de febrero  | 20:00 |
| Atlanta          | 0 - 3 | Brown (A)              | Don León Kolbovsky      | 9 de febrero  | 17:00 |
| Tristán Suárez   | 2 - 1 | Defensores de Belgrano | 20 de Octubre           | 9 de febrero  | 17:00 |
| Comunicaciones   | 0 - 0 | Chacarita Juniors      | Alfredo Ramos           | 9 de febrero  | 17:00 |
| Central Córdoba  | 2 - 1 | Flandria               | Gabino Sosa             | 9 de febrero  | 17:30 |
| Platense         | 0 - 0 | Barracas Central       | Ciudad de Vicente López | 9 de febrero  | 19:00 |
| Almagro          | 0 - 0 | Colegiales             | Tres de Febrero         | 10 de febrero | 17:00 |
| Villa San Carlos | 1 - 1 | Dep. Armenio           | Genacio Sálice          | 10 de febrero | 17:00 |
| Acassuso         | 1 - 0 | Estudiantes            | Ciudad de Vicente López | 10 de febrero | 17:00 |
| Dep. Morón       | 0 - 1 | Villa Dálmine          | Francisco Urbano        | 12 de febrero | 21:00 |
| Libre: Temperley |       |                        |                         |               |       |

| Chacarita Juniors      | 0 - 0 | Tristán Suárez   | Chacarita Juniors      | 16 de febrero | 17:00 |
| Barracas Central       | 4 - 1 | Comunicaciones   | Claudio "Chiqui" Tapia | 16 de febrero | 17:00 |
| Brown (A)              | 2 - 0 | Platense         | Lorenzo Arandilla      | 16 de febrero | 17:00 |
| Flandria               | 0 - 0 | Atlanta          | Carlos V               | 16 de febrero | 17:00 |
| Colegiales             | 3 - 1 | Central Córdoba  | Colegiales             | 16 de febrero | 17:00 |
| Dep. Armenio           | 0 - 0 | Almagro          | Armenia                | 16 de febrero | 17:00 |
| Defensores de Belgrano | 0 - 3 | Dep. Morón       | Juan Pasquale          | 16 de febrero | 17:00 |
| Estudiantes            | 0 - 0 | Los Andes        | Ciudad de Caseros      | 16 de febrero | 17:05 |
| Temperley              | 0 - 1 | Villa San Carlos | Alfredo Beranger       | 16 de febrero | 21:05 |
| Villa Dálmine          | 1 - 0 | Acassuso         | Villa Dálmine          | 18 de febrero | 21:00 |
| Libre: San Telmo       |       |                  |                        |               |       |

| Los Andes               | 1 - 0 | Villa Dálmine          | Eduardo Gallardón       | 22 de febrero | 21:10 |
| Atlanta                 | 1 - 0 | Colegiales             | Don León Kolbovsky      | 23 de febrero | 17:00 |
| Tristán Suárez          | 1 - 4 | Barracas Central       | 20 de Octubre           | 23 de febrero | 17:00 |
| San Telmo               | 0 - 1 | Estudiantes            | Dr. Osvaldo Baletto     | 23 de febrero | 17:00 |
| Almagro                 | 1 - 0 | Temperley              | Tres de Febrero         | 23 de febrero | 17:00 |
| Comunicaciones          | 0 - 0 | Brown (A)              | Alfredo Ramos           | 23 de febrero | 17:00 |
| Platense                | 2 - 1 | Flandria               | Ciudad de Vicente López | 23 de febrero | 18:35 |
| Central Córdoba         | 0 - 2 | Dep. Armenio           | Gabino Sosa             | 23 de febrero | 19:05 |
| Dep. Morón              | 3 - 4 | Chacarita Juniors      | Francisco Urbano        | 23 de febrero | 19:10 |
| Acassuso                | 2 - 0 | Defensores de Belgrano | Ciudad de Caseros       | 24 de febrero | 17:00 |
| Libre: Villa San Carlos |       |                        |                         |               |       |

| Barracas Central       | 4 - 2 | Dep. Morón      | Claudio "Chiqui" Tapia | 26 de febrero | 17:00 |
| Brown (A)              | 2 - 1 | Tristán Suárez  | Lorenzo Arandilla      | 26 de febrero | 17:00 |
| Colegiales             | 0 - 0 | Platense        | Colegiales             | 26 de febrero | 17:00 |
| Villa San Carlos       | 1 - 2 | Almagro         | Genacio Sálice         | 26 de febrero | 17:00 |
| Flandria               | 0 - 0 | Comunicaciones  | Carlos V               | 26 de febrero | 17:00 |
| Dep. Armenio           | 1 - 1 | Atlanta         | Armenia                | 26 de febrero | 17:30 |
| Villa Dálmine          | 3 - 1 | San Telmo       | Villa Dálmine          | 26 de febrero | 21:00 |
| Chacarita Juniors      | 5 - 0 | Acassuso        | Chacarita Juniors      | 27 de febrero | 17:00 |
| Defensores de Belgrano | 0 - 0 | Los Andes       | Juan Pasquale          | 27 de febrero | 17:00 |
| Temperley              | 1 - 0 | Central Córdoba | Alfredo Beranger       | 27 de febrero | 21:00 |
| Libre: Estudiantes     |       |                 |                        |               |       |

| Dep. Morón      | 1 - 1 | Brown (A)              | Francisco Urbano        | 1 de marzo | 20:10 |
| Comunicaciones  | 2 - 1 | Colegiales             | Alfredo Ramos           | 2 de marzo | 17:00 |
| Atlanta         | 3 - 1 | Temperley              | Don León Kolbovsky      | 2 de marzo | 17:00 |
| Tristán Suárez  | 1 - 1 | Flandria               | 20 de Octubre           | 2 de marzo | 17:00 |
| Estudiantes     | 2 - 2 | Villa Dálmine          | Ciudad de Caseros       | 2 de marzo | 19:05 |
| Acassuso        | 1 - 0 | Barracas Central       | Ciudad de Caseros       | 3 de marzo | 17:00 |
| Central Córdoba | 1 - 3 | Villa San Carlos       | Gabino Sosa             | 3 de marzo | 17:00 |
| San Telmo       | 0 - 0 | Defensores de Belgrano | Dr. Osvaldo Baletto     | 4 de marzo | 17:15 |
| Platense        | 0 - 0 | Dep. Armenio           | Ciudad de Vicente López | 4 de marzo | 21:00 |
| Los Andes       | 2 - 1 | Chacarita Juniors      | Eduardo Gallardón       | 5 de marzo | 21:00 |
| Libre: Almagro  |       |                        |                         |            |       |

| Flandria               | 2 - 0 | Dep. Morón      | Carlos V               | 9 de marzo  | 17:00 |
| Colegiales             | 1 - 2 | Tristán Suárez  | Colegiales             | 9 de marzo  | 17:00 |
| Dep. Armenio           | 3 - 1 | Comunicaciones  | Armenia                | 9 de marzo  | 17:00 |
| Barracas Central       | 0 - 2 | Los Andes       | Claudio "Chiqui" Tapia | 9 de marzo  | 17:05 |
| Defensores de Belgrano | 2 - 0 | Estudiantes     | Juan Pasquale          | 9 de marzo  | 19:05 |
| Brown (A)              | 2 - 1 | Acassuso        | Lorenzo Arandilla      | 10 de marzo | 17:00 |
| Chacarita Juniors      | 3 - 0 | San Telmo       | Chacarita Juniors      | 10 de marzo | 17:00 |
| Villa San Carlos       | 1 - 0 | Atlanta         | Genacio Sálice         | 10 de marzo | 17:00 |
| Almagro                | 1 - 1 | Central Córdoba | Tres de Febrero        | 11 de marzo | 21:00 |
| Temperley              | 1 - 0 | Platense        | Alfredo Beranger       | 12 de marzo | 21:05 |
| Libre: Villa Dálmine   |       |                 |                        |             |       |

| Atlanta                | 2 - 1 | Almagro                | Don León Kolbovsky      | 16 de marzo | 13:05 |
| San Telmo              | 0 - 1 | Barracas Central       | Dr. Osvaldo Baletto     | 16 de marzo | 13:30 |
| Comunicaciones         | 0 - 0 | Temperley              | Alfredo Ramos           | 16 de marzo | 15:30 |
| Tristán Suárez         | 2 - 2 | Dep. Armenio           | 20 de Octubre           | 16 de marzo | 15:30 |
| Los Andes              | 0 - 4 | Brown (A)              | Eduardo Gallardón       | 16 de marzo | 17:10 |
| Estudiantes            | 1 - 0 | Chacarita Juniors      | Ciudad de Caseros       | 17 de marzo | 11:00 |
| Platense               | 1 - 0 | Villa San Carlos       | Ciudad de Vicente López | 17 de marzo | 11:00 |
| Villa Dálmine          | 2 - 0 | Defensores de Belgrano | Villa Dálmine           | 17 de marzo | 20:00 |
| Acassuso               | 0 - 0 | Flandria               | Ciudad de Caseros       | 18 de marzo | 16:00 |
| Dep. Morón             | 0 - 2 | Colegiales             | Francisco Urbano        | 19 de marzo | 21:05 |
| Libre: Central Córdoba |       |                        |                         |             |       |

| Dep. Armenio                  | 2 - 0 | Dep. Morón     | Armenia                | 23 de marzo | 11:20 |
| Brown (A)                     | 1 - 2 | San Telmo      | Lorenzo Arandilla      | 23 de marzo | 12:30 |
| Almagro                       | 3 - 1 | Platense       | Tres de Febrero        | 23 de marzo | 14:05 |
| Barracas Central              | 0 - 1 | Estudiantes    | Claudio "Chiqui" Tapia | 23 de marzo | 15:30 |
| Flandria                      | 0 - 1 | Los Andes      | Carlos V               | 23 de marzo | 15:30 |
| Colegiales                    | 1 - 1 | Acassuso       | Colegiales             | 24 de marzo | 15:30 |
| Temperley                     | 2 - 1 | Tristán Suárez | Alfredo Beranger       | 24 de marzo | 15:30 |
| Villa San Carlos              | 2 - 2 | Comunicaciones | Genacio Sálice         | 24 de marzo | 15:40 |
| Central Córdoba               | 0 - 1 | Atlanta        | Gabino Sosa            | 24 de marzo | 18:05 |
| Chacarita Juniors             | 2 - 1 | Villa Dálmine  | Chacarita Juniors      | 24 de marzo | 20:10 |
| Libre: Defensores de Belgrano |       |                |                        |             |       |

| Tristán Suárez         | 1 - 2 | Villa San Carlos  | 20 de Octubre           | 29 de marzo | 15:30 |
| Villa Dálmine          | 1 - 1 | Barracas Central  | Villa Dálmine           | 29 de marzo | 15:30 |
| Estudiantes            | 1 - 1 | Brown (A)         | Ciudad de Caseros       | 30 de marzo | 11:00 |
| San Telmo              | 1 - 2 | Flandria          | Dr. Osvaldo Baletto     | 30 de marzo | 12:00 |
| Comunicaciones         | 1 - 1 | Almagro           | Alfredo Ramos           | 30 de marzo | 12:05 |
| Los Andes              | 1 - 1 | Colegiales        | Eduardo Gallardón       | 30 de marzo | 16:00 |
| Acassuso               | 2 - 1 | Dep. Armenio      | Ciudad de Caseros       | 31 de marzo | 11:00 |
| Defensores de Belgrano | 1 - 1 | Chacarita Juniors | Juan Pasquale           | 31 de marzo | 18:05 |
| Platense               | 1 - 0 | Central Córdoba   | Ciudad de Vicente López | 1 de abril  | 19:00 |
| Dep. Morón             | 2 - 0 | Temperley         | Francisco Urbano        | 24 de abril | 21:00 |
| Libre: Atlanta         |       |                   |                         |             |       |

| Brown (A)                | 4 - 0 | Villa Dálmine          | Lorenzo Arandilla      | 5 de abril  | 15:30 |
| Villa San Carlos         | 2 - 0 | Dep. Morón             | Genacio Sálice         | 6 de abril  | 12:00 |
| Dep. Armenio             | 1 - 0 | Los Andes              | Armenia                | 6 de abril  | 15:30 |
| Colegiales               | 1 - 1 | San Telmo              | Colegiales             | 6 de abril  | 15:30 |
| Central Córdoba          | 2 - 0 | Comunicaciones         | Gabino Sosa            | 6 de abril  | 15:30 |
| Barracas Central         | 2 - 1 | Defensores de Belgrano | Claudio "Chiqui" Tapia | 6 de abril  | 15:30 |
| Atlanta                  | 1 - 1 | Platense               | Tres de Febrero        | 6 de abril  | 16:30 |
| Temperley                | 1 - 0 | Acassuso               | Alfredo Beranger       | 6 de abril  | 21:00 |
| Almagro                  | 1 - 1 | Tristán Suárez         | Tres de Febrero        | 8 de abril  | 15:30 |
| Flandria                 | 1 - 0 | Estudiantes            | Carlos V               | 10 de abril | 15:40 |
| Libre: Chacarita Juniors |       |                        |                        |             |       |

| Villa San Carlos        | 2 - 1 | Los Andes              | Genacio Sálice          | 12 de abril | 15:30 |
| Almagro                 | 3 - 1 | Acassuso               | Tres de Febrero         | 12 de abril | 15:30 |
| Central Córdoba         | 0 - 0 | Dep. Morón             | Gabino Sosa             | 12 de abril | 19:00 |
| Platense                | 2 - 1 | Comunicaciones         | Ciudad de Vicente López | 12 de abril | 20:00 |
| Temperley               | 4 - 3 | San Telmo              | Alfredo Beranger        | 12 de abril | 21:00 |
| Dep. Armenio            | 1 - 4 | Estudiantes            | Armenia                 | 13 de abril | 11:30 |
| Colegiales              | 1 - 0 | Villa Dálmine          | Colegiales              | 13 de abril | 11:30 |
| Flandria                | 2 - 1 | Defensores de Belgrano | Carlos V                | 13 de abril | 11:30 |
| Brown (A)               | 3 - 1 | Chacarita Juniors      | Lorenzo Arandilla       | 13 de abril | 13:05 |
| Atlanta                 | 0 - 1 | Tristán Suárez         | Don León Kolbovsky      | 13 de abril | 15:35 |
| Libre: Barracas Central |       |                        |                         |             |       |

| Chacarita Juniors      | 2 - 0 | Barracas Central | Chacarita Juniors   | 16 de abril | 14:00 |
| Comunicaciones         | 1 - 0 | Atlanta          | Alfredo Ramos       | 16 de abril | 15:05 |
| San Telmo              | 0 - 1 | Dep. Armenio     | Dr. Osvaldo Baletto | 16 de abril | 15:30 |
| Tristán Suárez         | 2 - 1 | Central Córdoba  | 20 de Octubre       | 16 de abril | 15:30 |
| Defensores de Belgrano | 1 - 1 | Brown (A)        | Juan Pasquale       | 16 de abril | 15:30 |
| Los Andes              | 0 - 0 | Temperley        | Eduardo Gallardón   | 16 de abril | 20:05 |
| Dep. Morón             | 1 - 4 | Almagro          | Francisco Urbano    | 16 de abril | 21:00 |
| Estudiantes            | 1 - 0 | Colegiales       | Ciudad de Caseros   | 16 de abril | 21:00 |
| Villa Dálmine          | 1 - 1 | Flandria         | Villa Dálmine       | 16 de abril | 21:00 |
| Acassuso               | 0 - 0 | Villa San Carlos | Ciudad de Caseros   | 17 de abril | 20:00 |
| Libre: Platense        |       |                  |                     |             |       |

| San Telmo              | 1 - 2 | Villa San Carlos | Dr. Osvaldo Baletto     | 20 de abril | 14:00 |
| Villa Dálmine          | 0 - 1 | Dep. Armenio     | Villa Dálmine           | 20 de abril | 15:30 |
| Tristán Suárez         | 1 - 1 | Platense         | 20 de Octubre           | 20 de abril | 15:30 |
| Barracas Central       | 1 - 0 | Brown (A)        | Claudio "Chiqui" Tapia  | 20 de abril | 15:30 |
| Defensores de Belgrano | 1 - 2 | Colegiales       | Juan Pasquale           | 20 de abril | 17:00 |
| Estudiantes            | 2 - 0 | Temperley        | Ciudad de Caseros       | 20 de abril | 21:00 |
| Acassuso               | 1 - 0 | Central Córdoba  | Ciudad de Vicente López | 21 de abril | 11:00 |
| Los Andes              | 1 - 3 | Almagro          | Eduardo Gallardón       | 21 de abril | 13:00 |
| Dep. Morón             | 0 - 1 | Atlanta          | Francisco Urbano        | 21 de abril | 13:00 |
| Chacarita Juniors      | 1 - 2 | Flandria         | Chacarita Juniors       | 23 de abril | 19:05 |
| Libre: Comunicaciones  |       |                  |                         |             |       |

| Dep. Armenio     | 0 - 0 | Defensores de Belgrano | Armenia                 | 27 de abril | 11:00 |
| Atlanta          | 0 - 0 | Acassuso               | Don León Kolbovsky      | 27 de abril | 13:05 |
| Central Córdoba  | 0 - 1 | Los Andes              | Gabino Sosa             | 27 de abril | 15:30 |
| Comunicaciones   | 1 - 1 | Tristán Suárez         | Alfredo Ramos           | 27 de abril | 15:30 |
| Villa San Carlos | 0 - 0 | Estudiantes            | Genacio Sálice          | 28 de abril | 15:30 |
| Flandria         | 2 - 4 | Barracas Central       | Carlos V                | 29 de abril | 15:30 |
| Almagro          | 2 - 0 | San Telmo              | Tres de Febrero         | 29 de abril | 15:30 |
| Colegiales       | 1 - 1 | Chacarita Juniors      | Armenia                 | 30 de abril | 15:00 |
| Platense         | 2 - 0 | Dep. Morón             | Ciudad de Vicente López | 30 de abril | 15:00 |
| Temperley        | 2 - 1 | Villa Dálmine          | Alfredo Beranger        | 30 de abril | 21:10 |
| Libre: Brown (A) |       |                        |                         |             |       |

| San Telmo              | 2 - 1 | Central Córdoba  | Dr. Osvaldo Baletto    | 4 de mayo | 13:00 |
| Brown (A)              | 3 - 0 | Flandria         | Lorenzo Arandilla      | 4 de mayo | 13:00 |
| Acassuso               | 0 - 1 | Platense         | Armenia                | 4 de mayo | 13:05 |
| Defensores de Belgrano | 0 - 0 | Temperley        | Juan Pasquale          | 4 de mayo | 15:30 |
| Barracas Central       | 0 - 2 | Colegiales       | Claudio "Chiqui" Tapia | 4 de mayo | 15:30 |
| Villa Dálmine          | 0 - 2 | Villa San Carlos | Villa Dálmine          | 4 de mayo | 17:05 |
| Dep. Morón             | 1 - 0 | Comunicaciones   | Francisco Urbano       | 4 de mayo | 21:00 |
| Chacarita Juniors      | 0 - 3 | Dep. Armenio     | Chacarita Juniors      | 6 de mayo | 20:00 |
| Estudiantes            | 0 - 1 | Almagro          | Ciudad de Caseros      | 7 de mayo | 15:05 |
| Los Andes              | 3 - 1 | Atlanta          | Eduardo Gallardón      | 7 de mayo | 21:05 |
| Libre: Tristán Suárez  |       |                  |                        |           |       |

| Almagro          | 2 - 0 | Villa Dálmine          | Tres de Febrero         | 11 de mayo | 11:00 |
| Tristán Suárez   | 1 - 1 | Dep. Morón             | 20 de Octubre           | 11 de mayo | 11:00 |
| Dep. Armenio     | 1 - 2 | Barracas Central       | Armenia                 | 11 de mayo | 15:30 |
| Atlanta          | 1 - 1 | San Telmo              | Don León Kolbovsky      | 11 de mayo | 15:30 |
| Colegiales       | 1 - 1 | Brown (A)              | Colegiales              | 11 de mayo | 15:30 |
| Comunicaciones   | 4 - 2 | Acassuso               | Alfredo Ramos           | 11 de mayo | 15:30 |
| Villa San Carlos | 2 - 1 | Defensores de Belgrano | Genacio Sálice          | 12 de mayo | 15:30 |
| Platense         | 1 - 0 | Los Andes              | Ciudad de Vicente López | 12 de mayo | 20:15 |
| Central Córdoba  | 0 - 2 | Estudiantes            | Gabino Sosa             | 13 de mayo | 15:30 |
| Temperley        | 0 - 1 | Chacarita Juniors      | Alfredo Beranger        | 14 de mayo | 21:10 |
| Libre: Flandria  |       |                        |                         |            |       |

| Villa Dálmine          | 0 - 0 | Central Córdoba  | Villa Dálmine           | 17 de mayo | 21:00 |
| Chacarita Juniors      | 1 - 1 | Villa San Carlos | Chacarita Juniors       | 18 de mayo | 11:05 |
| Brown (A)              | 1 - 4 | Dep. Armenio     | Lorenzo Arandilla       | 18 de mayo | 13:00 |
| San Telmo              | 1 - 2 | Platense         | Dr. Osvaldo Baletto     | 18 de mayo | 13:00 |
| Flandria               | 0 - 0 | Colegiales       | Carlos V                | 18 de mayo | 15:30 |
| Barracas Central       | 4 - 1 | Temperley        | Claudio "Chiqui" Tapia  | 18 de mayo | 15:30 |
| Defensores de Belgrano | 1 - 1 | Almagro          | Juan Pasquale           | 18 de mayo | 15:30 |
| Estudiantes            | 2 - 2 | Atlanta          | Ciudad de Caseros       | 18 de mayo | 18:05 |
| Los Andes              | 1 - 0 | Comunicaciones   | Eduardo Gallardón       | 19 de mayo | 20:00 |
| Acassuso               | 1 - 1 | Tristán Suárez   | Ciudad de Vicente López | 21 de mayo | 21:00 |
| Libre: Dep. Morón      |       |                  |                         |            |       |

| Almagro           | 3 - 0 | Chacarita Juniors      | Tres de Febrero         | 25 de mayo | 13:00 |
| Atlanta           | 1 - 1 | Villa Dálmine          | Don León Kolbovsky      | 25 de mayo | 13:00 |
| Temperley         | 0 - 1 | Brown (A)              | Alfredo Beranger        | 25 de mayo | 13:00 |
| Villa San Carlos  | 1 - 0 | Barracas Central       | Genacio Sálice          | 25 de mayo | 13:05 |
| Platense          | 1 - 0 | Estudiantes            | Ciudad de Vicente López | 25 de mayo | 13:10 |
| Central Córdoba   | 0 - 0 | Defensores de Belgrano | Gabino Sosa             | 25 de mayo | 15:30 |
| Comunicaciones    | 1 - 0 | San Telmo              | Alfredo Ramos           | 25 de mayo | 15:30 |
| Dep. Armenio      | 2 - 0 | Flandria               | Armenia                 | 25 de mayo | 15:30 |
| Tristán Suárez    | 2 - 0 | Los Andes              | 20 de Octubre           | 25 de mayo | 15:30 |
| Dep. Morón        | 0 - 1 | Acassuso               | Francisco Urbano        | 26 de mayo | 17:00 |
| Libre: Colegiales |       |                        |                         |            |       |

## Goleadores
| Jugador              | Jugador         | Goles | Equipo           |
| -------------------- | --------------- | ----- | ---------------- |
| Bandera de Argentina | Pablo Vegetti   | 24    | Villa San Carlos |
| Bandera de Argentina | Damián Akerman  | 23    | Deportivo Morón  |
| Bandera de Argentina | Andrés Soriano  | 16    | Atlanta          |
| Bandera de Argentina | Sebastián Matos | 15    | Platense         |
| Bandera de Argentina | Gastón Grecco   | 14    | Brown (A)        |
| Bandera de Argentina | Pablo Vacaria   | 13    | Comunicaciones   |

Fuente: Programación de Primera B Campeonato 2012/2013 - Goleadores

## Torneo reducido
Los equipos ubicados del 2.º al 5.º lugar de la tabla de posiciones participaron del Reducido. El mismo consistió en un torneo por eliminación directa que inicia enfrentándose en semifinales, a doble partido, el 2.º contra el 5.º y el 3.º al 4.º. Los ganadores avanzaron a la final, que se definió también en partidos de ida y vuelta. El equipo que haya finalizado el torneo regular mejor posicionado que su adversario cerró la serie como local. El equipo que resultó ganador del torneo obtuvo el segundo ascenso y jugará la temporada entrante en la Primera B Nacional.

### Cuadro
|  | Semifinales                  | Semifinales                  | Semifinales                  |   |         | Final                     | Final                     | Final                     |  |
|  | del 1 de junio al 9 de junio | del 1 de junio al 9 de junio | del 1 de junio al 9 de junio |   |         | 16 de junio y 23 de junio | 16 de junio y 23 de junio | 16 de junio y 23 de junio |  |
|  |                              |                              |                              |   |         |                           |                           |                           |  |
|  |                              |                              |                              |   |         |                           |                           |                           |  |
|  | Atlanta                      | 1                            | 0                            |   |         |                           |                           |                           |  |
|  | Atlanta                      | 1                            | 0                            |   |         |                           |                           |                           |  |
|  | Almagro                      | 1                            | 2                            |   |         |                           |                           |                           |  |
|  | Almagro                      | 1                            | 2                            |   | Almagro | 0                         | 2 (3)                     |                           |  |
|  |                              |                              |                              |   | Almagro | 0                         | 2 (3)                     |                           |  |
|  |                              |                              | Brown                        | 2 | 0 (4)   |                           |                           |                           |  |
|  | Platense                     | 1                            | Brown                        | 2 | 0 (4)   | 1 (2)                     |                           |                           |  |
|  | Platense                     | 1                            |                              |   |         | 1 (2)                     |                           |                           |  |
|  | Brown (p)                    | 1                            | 1 (3)                        |   |         |                           |                           |                           |  |
|  | Brown (p)                    | 1                            | 1 (3)                        |   |         |                           |                           |                           |  |
|  |                              |                              |                              |   |         |                           |                           |                           |  |

- Nota: En cada llave, el equipo ubicado en la primera línea es el que ejerce la localía en el partido de vuelta.

 Fuente: Cuadrangular Segundo ascenso

### Semifinales
| 2 de junio de 2013 - 11:05 hs. | Brown (A)  | 1:1 (0:1) | Platense             | Estadio Lorenzo Arandilla, Adrogué |                               |
|                                | Sproat 67' |           | Bordacahar 6' (a.g.) | Árbitro(s): Lucas Di Bastiano      | Árbitro(s): Lucas Di Bastiano |

| 8 de junio de 2013 - 13:00 hs. | Platense                                     | 1:1 (1:0) (2:3 p.)         | Brown (A)                              | Estadio Ciudad de Vicente López, Florida |                            |
|                                | Godoy 8'                                     |                            | Tridente 85'                           | Árbitro(s): Héctor Paletta               | Árbitro(s): Héctor Paletta |
|                                |                                              | Tiros desde el punto penal |                                        |                                          |                            |
|                                | Talin · Medina · González · Sánchez · Molina |                            | Schmidt · Fabro · Bordacahar · Unyicio |                                          |                            |

| 1 de junio de 2013 - 11:00 hs. | Almagro          | 1:1 (0:0) | Atlanta             | Estadio Tres de Febrero, José Ingenieros |                          |
|                                | Lopes 88' (a.g.) |           | Ferreiro 63' (pen.) | Árbitro(s): Ramiro López                 | Árbitro(s): Ramiro López |

| 9 de junio de 2013 - 14:15 hs. | Atlanta | 0:2 (0:1) | Almagro            | Estadio Don León Kolbovsky, Buenos Aires |                            |
|                                |         |           | Vera 4' 69' (pen.) | Árbitro(s): Paulo Vigliano               | Árbitro(s): Paulo Vigliano |

### Final
| 16 de junio de 2013 - 11:05 hs. | Brown (A)                        | 2:0 (2:0) | Almagro | Estadio Lorenzo Arandilla, Adrogué |                         |
|                                 | Villamayor 2' · Fabro 29' (pen.) |           |         | Árbitro(s): Yamil Possi            | Árbitro(s): Yamil Possi |

| 23 de junio de 2013 - 12:05 hs. | Almagro                                              | 2:0 (2:0) (3:4 p.)         | Brown (A)                                                      | Estadio Tres de Febrero, José Ingenieros |                              |
|                                 | Peralta 15' · Vera 21'                               |                            |                                                                | Árbitro(s): Nicolás Lamolina             | Árbitro(s): Nicolás Lamolina |
|                                 |                                                      | Tiros desde el punto penal |                                                                |                                          |                              |
|                                 | Vera · Iglesias · Schunke · Pedrozo · Lillo · Franco |                            | Minadevino · Fabro · Bordachar · Unycio · Schmidt · Villamayor |                                          |                              |

## Temporadas disputadas
| Campeonatos disputados            | Campeonatos disputados  | Campeonatos disputados  |
| Campeonato de Primera B           | Campeonato de Primera B | Campeonato de Primera B |
| --------------------------------- | ----------------------- | ----------------------- |
| Campeonato 1986/87                | Campeonato 1989/90      | Campeonato 1992/93      |
| Campeonato 1987/88                | Campeonato 1990/91      |                         |
| Campeonato 1988/89                | Campeonato 1991/92      |                         |
| Torneo Apertura y Torneo Clausura |                         |                         |
| Apertura 1993                     | Apertura 1995           | Apertura 1997           |
| Clausura 1994                     | Clausura 1996           | Clausura 1998           |
| Apertura 1994                     | Apertura 1996           | Apertura 1998           |
| Clausura 1995                     | Clausura 1997           | Clausura 1999           |
| Campeonato de Primera B           |                         |                         |
| Campeonato 1999/00                | Campeonato 2000/01      | Campeonato 2001/02      |
| Torneo Apertura y Torneo Clausura |                         |                         |
| Apertura 2002                     | Apertura 2004           | Apertura 2006           |
| Clausura 2003                     | Clausura 2005           | Clausura 2007           |
| Apertura 2003                     | Apertura 2005           |                         |
| Clausura 2004                     | Clausura 2006           |                         |
| Campeonato de Primera B           |                         |                         |
| Campeonato 2007/08                | Campeonato 2010/11      | Campeonato 2013/14      |
| Campeonato 2008/09                | Campeonato 2011/12      |                         |
| Campeonato 2009/10                | Campeonato 2012/13      |                         |